# 鄭明訓
鄭明訓（英語：Paul Cheng Ming-fun，1936年10月19日—），福建厦門人，香港商人，前領展董事會主席及德意志銀行亞太區資深顧問。曾任香港立法局(1997年前)及香港臨時立法會議員。

## 生平
祖父鄭志坤是香港淘化大同創辦人。母親曾任香港基督教女青年會會長多年。他在2歲起定居香港，1954年畢業於喇沙書院中五年級（於同年英文中學會考中取得英文及生物科「良」等成績），並到美國攻讀大學。1958年至1959年曾就讀俄勒岡大學，1960年於伊利諾伊州Lake Forest學院取得文學士學位，1961年於賓夕凡尼亞大學華頓商學院取得工商管理碩士，1965年入籍美國。
鄭明訓早年一直任職於美資公司，畢業後在IBM擔任見習管理職務。1962年，鄭明訓擔任Richardson Viks產品經理。1969年出任Warner Lambert香港總經理。1987年加入英資洋行英之傑太平洋有限公司，擔任執行董事，1991年成為英之傑首位華人主席。
鄭明訓曾出任多家大型國際企業的董事會主席和成員。1987年，他成為香港美國商會首位華人會長，又於1992年至1994年期間擔任香港總商會主席。1988年被香港政府委任為立法局議員。1990年代，他又獲委任為港事顧問。1991年獲選香港總商會第一副主席。2004年獲香港科技大學頒授榮譽院士。2006年獲香港中文大學頒授榮譽院士。鄭明訓曾任香港科技大學兼任Management of Organizations教授。
2007年1月29日，鄭明訓宣佈以私人理由辭去領展董事會主席職務，4月1日起生效，由置地集團行政總裁蘇兆明接任。

## 名下馬匹
鄭明訓曾任香港賽馬會董事。他亦有養馬，名下馬匹有先過你、勁過你、為你贏、真好嘢、特別快、大師傅、雷神太保。

## 公職
- 香港美國商會會長 (1987年)
- 香港總商會主席 (1992年-1994年)
- 香港立法局議員 (1988年-1997年)
- 臨時立法會議員
- 港事顧問
- 香港體育發展局副主席
- 香港總商會第一副主席 (1991年)
- 領展房地產投資信託基金董事會主席 (2005年-2007年)
- 香港賽馬會董事 (1998年-2006年)
- 賽馬會滘西洲公眾高爾夫球場管理委員會主席

## 資料來源
- 鄭明訓簡介[永久]
- 鄭明訓 - 臨時立法會 （页面存档备份，存于）
- 獲中英港信任 走馬接掌領匯 （页面存档备份，存于） 明報
- 鄭明訓任領匯主席

| 商界職務 | 商界職務                                              | 商界職務      |
| -------- | ----------------------------------------------------- | ------------- |
| 新頭銜   | 領展房地產投資信託基金董事會主席 2005年11月—2007年3月 | 繼任： 蘇兆明 |